# Rumänische Eishockeyliga 1952/53
Die Saison 1952/53 war die 23. Spielzeit der rumänischen Eishockeyliga, der höchsten rumänischen Eishockeyspielklasse. Meister wurde zum ersten Mal in der Vereinsgeschichte CCA Bukarest.

## Modus
In der Hauptrunde absolvierte jede der sechs Mannschaften insgesamt fünf Spiele. Der Erstplatzierte der Hauptrunde wurde Meister. Für einen Sieg erhielt jede Mannschaft zwei Punkte, bei einem Unentschieden gab es ein Punkt und bei einer Niederlage null Punkte.

## Hauptrunde

### Tabelle
|    | Klub                   | Sp | S | U | N | T  | GT | Punkte |
| -- | ---------------------- | -- | - | - | - | -- | -- | ------ |
| 1. | CCA Bukarest           | 5  | 5 | 0 | 0 | 42 | 6  | 10     |
| 2. | Avântul Miercurea Ciuc | 5  | 3 | 0 | 2 | 43 | 18 | 6      |
| 3. | Știința Cluj           | 5  | 3 | 0 | 2 | 32 | 18 | 6      |
| 4. | Spartak Târgu Mureș    | 5  | 3 | 0 | 2 | 30 | 18 | 6      |
| 5. | Dinamo Bukarest        | 5  | 1 | 0 | 4 | 5  | 41 | 2      |
| 6. | Steagul Roșu Brașov    | 5  | 0 | 0 | 5 | 7  | 58 | 0      |

Sp = Spiele, S = Siege, U = Unentschieden, N = Niederlagen